# Supply/Demand
『Supply / Demand』（サプライ / デマンド）は、MONONOKEのオリジナルアルバムである。インディーズ1作目及び自身初の全国流通盤としてMONO RECORDSから2023年7月19日にリリースされた。

## 内容
自身初の全国流通盤オリジナルアルバム。
本作はMONONOKEが17歳の時に作ったデモアルバムを浦本雅史がリミックスして制作されている。
2023年11月29日にビクターエンタテインメントより、配信シングル『トーキョー・ジャーニー』をリリースしメジャーデビューしたため、本作がインディーズ最後の作品及びMONO RECORDSからリリースされた唯一の作品となった。

## 収録曲
全作詞・作曲・編曲：MONONOKE
1. ティーネイジ・スクリーム [3:54]
2. 1991 [3:34]
3. テイク・ミー [5:05]
4. 君とランデヴー (feat. らず) [5:33]
  - リリース日にリリックビデオが公開された。
5. 何かの話 [3:13]
6. 眩い [3:34]
7. アルデバラン [4:24]
8. room [3:45]
  - 2023年6月28日に先行配信された。
  - 「SNSでの様々な意見や口論を部屋で見ている自分」をモチーフに制作された楽曲[4]。
9. 雑踏とシックスセンス [3:14]
  - 自身が16歳の時に制作した楽曲で、最初期の楽曲。
10. 春を駆け抜けて [3:53]
11. タイミング (feat. 凛) [4:06]
12. (17y/o) [0:51]
13. 17才 [4:53]
  - 自身が17歳の誕生日を迎えた翌日に制作した。
  - 2023年8月16日にミュージック・ビデオが公開された。MVは地元の明石市で撮影しており[5]、大蔵海岸や西明石駅などが登場している。
14. 期待しないラヴソング [4:38]